# 平仲兼
平 仲兼（たいら の なかかね、宝治2年（1248年） - 応長2年（1312年））は、鎌倉時代の公家。兵部卿・平時仲の長男。官位は従二位・権中納言。

## 経歴
正嘉元年（1257年）従五位下に叙爵し、正元元年（1259年）民部大輔に任官する。文応2年（1261年）従五位上、弘長3年（1263年）正五位下と昇進したのち、勘解由次官を経て、建治3年（1277年）左衛門権佐（検非違使佐）に任ぜられる。父の時仲が諸大夫（正四位下）止まりであったため、検非違使庁の官人に軽侮されたという。また、このころ近衛家・鷹司家の家司も務めている。弘安3年（1280年）後宇多天皇の五位蔵人に補せられた。
弘安8年（1285年）右少弁に遷ると、弘安9年（1286年）正五位上、弘安10年（1287年）従四位下・左少弁、正応元年（1288年）従四位上・権右中弁、正応2年（1289年）正四位上・右大弁と弁官を務めながら順調に昇進する。正応3年（1290年）6月に左大弁に昇任すると、11月には蔵人頭に任ぜられるも弁官を去るが、正応5年（1292年）に従三位・参議に叙任され公卿に列した。公卿昇進に際して人々の非難があったが、伏見天皇の助力によってこれを果たしたという。しかし、同年末には参議を辞任している。
永仁2年（1294年）正三位に昇叙されると、翌永仁3年（1295年）太宰大弐に任ぜられ、任期中の永仁7年（1299年）従二位に叙せられた。乾元2年（1303年）4月に権中納言に任ぜられるが、5月にはこれを辞している。嘉元3年（1305年）子息の右少弁・平仲高を越えて吉田隆長が左少弁に任ぜられたことを恥じ、仲高と共に出家した。法名は覚浄。
応長2年（1312年）薨去。享年65。

## 官歴
『公卿補任』による。
- 正嘉元年（1257年） 5月7日：叙爵（従五位下）
- 正元元年（1259年） 12月30日：民部大輔
- 文応2年（1261年） 正月5日：従五位上
- 弘長3年（1263年） 正月6日：正五位下
- 文永11年（1274年） 12月20日：兼甲斐守
- 建治2年（1276年） 正月23日：勘解由次官、元民部大輔
- 建治3年（1277年） 5月14日：左衛門権佐、蒙使宣旨。9月13日：防鴨河使
- 建治4年（1278年） 2月8日：去甲斐守
- 弘安3年（1280年） 6月27日：五位蔵人。7月11日：兵部大輔、元権佐
- 弘安8年（1285年） 3月6日：右少弁、去蔵人大輔[3]
- 弘安9年（1286年） 7月11日：正五位上
- 弘安10年（1287年） 12月10日：左少弁、従四位下
- 正応元年（1288年） 10月27日：権右中弁。11月8日：従四位上
- 正応2年（1289年） 正月13日：左中弁、正四位下。正月23日：装束使、率分・記録所勾当[3]。2月24日：修理左宮城使。10月18日：右大弁。10月27日：正四位上
- 正応3年（1290年） 6月8日：左大弁。6月18日：造東大寺長官。9月21日：兼中宮亮（中宮・西園寺鏱子）。11月21日：蔵人頭、去弁[3]。11月27日：聴禁色
- 正応5年（1292年） 2月15日：参議。5月15日：従三位。12月25日：止亮。12月30日：辞退
- 永仁2年（1294年） 7月2日：正三位
- 永仁3年（1295年） 正月28日：太宰大弐
- 永仁7年（1299年） 4月12日：従二位
- 正安2年（1300年） 12月12日：止大弐
- 乾元2年（1303年） 4月16日：権中納言。5月18日：辞
- 嘉元3年（1305年） 3月2日：出家
- 応長2年（1312年） 日付不詳：薨去

## 系譜
『系図纂要』による。
- 父：平時仲
- 母：惟宗行貞の娘
- 生母不詳の子女
  - 男子：平仲高（?-1324）
  - 男子：平範高（1280-?）